# Gueltat Zemmour
Pour les articles homonymes, voir Zemmour.
Gueltat Zemmour ou Guelta Zemmour (ݣلتة زمور en arabe marocain) est une localité du Sahara occidental dans la zone administrée de facto par le Maroc, proche de la Mauritanie et située sur la ligne de fortification (« mur marocain ») érigée par l'armée marocaine pour lutter contre le Front Polisario. Dans le cadre de l'organisation territoriale du Maroc, il s'agit d'une commune rurale de la province de Boujdour, dans la région de Laayoune-Boujdour-Sakia El Hamra.
Elle tire son nom de la présence d'une guelta particulièrement pittoresque.

## Histoire
La localité de Gueltat Zemmour est connue pour son rôle lors de la guerre du Sahara occidental opposant le Maroc au front Polisario. Du 24 au 25 mars 1981, la position est violemment attaquée par les forces sahraouies.  Puis, sept mois plus tard, un autre raid particulièrement sanglant surprend la garnison de 2 600 hommes qui est mise en déroute. Malgré une contre-attaque marocaine victorieuse, la base est finalement évacuée le 7 novembre.
La ville, reprise en 1985 par l'armée marocaine, a été après la construction du mur des sables le lieu de nouveaux combats.